# Keudah
Keudah is een bestuurslaag in het regentschap Banda Aceh van de provincie Atjeh, Indonesië. Keudah telt 1351 inwoners (volkstelling 2010).